# Nicoleño

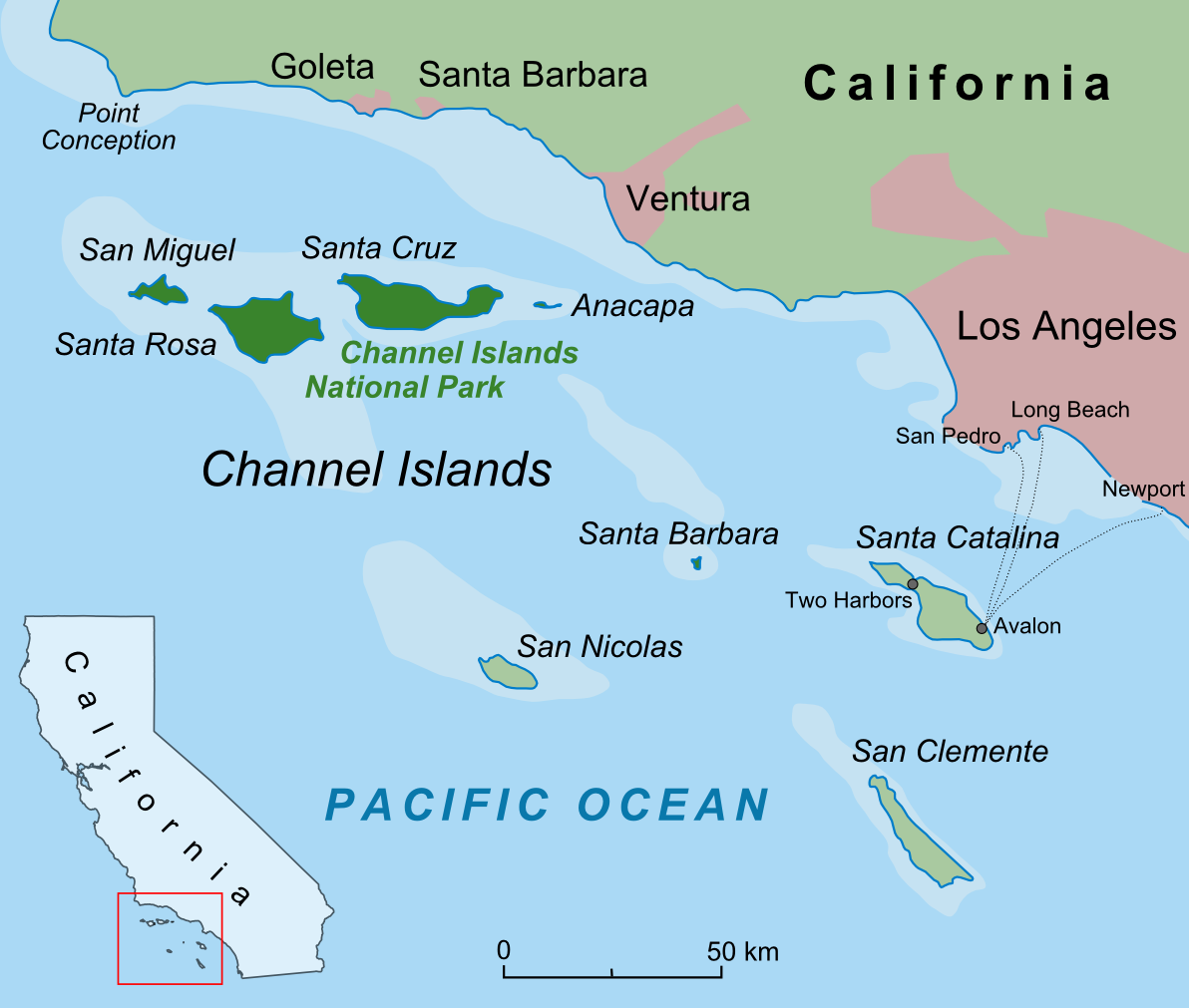
Sant Nicolau és la més remota de les Illes de Santa Bàrbara (en verd), situada a 97 kilòmetres de la costa continental.

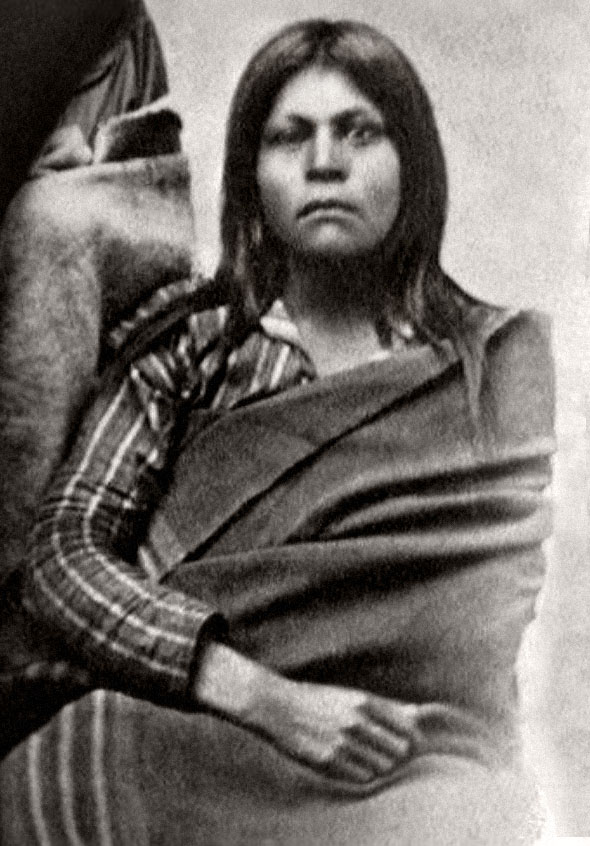
Dona índia que podria ser Juana María

Els Nicoleño eren una tribu d'amerindis dels Estats Units que vivien a l'illa Sant Nicolau, Califòrnia. Juana María, la "Karana," havia nascut abans de 1811 i era l'última supervivent nicoleño quan va morir en 1853.

## Història
L'evidència arqueològica suggereix Sant Nicolau, igual que les altres Illes Santa Bàrbara, ha estat habitada des de fa almenys 10.000 anys, encara que potser no de forma contínua. Es creu que els nicoleño estaven estretament relacionats amb els pobles de l'illa Santa Catalina (Califòrnia) i illa Sant Climent, que eren membres de la branca takic de la família uto-asteca i estaven relacionats amb els tongva de l'actual comtat de Los Angeles. El nom "nicoleño" ha estat convencional des del seu ús per Alfred L. Kroeber a Handbook of Indians of California, els chumash els anomenaren "niminocotch", i anomenaren Sant Nicolau "Ghalas-at." El seu nom per si mateixos és desconegut.
L'expedició de Juan Rodríguez Cabrillo arribà a l'illa de Sant Nicolau en 1543, però no va tocar terra ni va prendre notes sobre els habitants. En 1602 l'explorador espanyol Sebastián Vizcaíno va visitar Sant Nicolau i li va donar el seu nom actual. Poc se sap dels nicoleño a través dels registres històrics entre aquesta data i el segle xix. En aquest moment la població sembla haver disminuït significativament, probablement degut en part als esforços de reclutament de missioners espanyols, que se sap han tornat a posar la gent de les altres illes a la part continental.
En 1811 un grup d'aleutians de l'Amèrica russa van desembarcar a Sant Nicolau a la recerca de llúdries marines i foques. Lluitaren contra els homes nicoleño, probablement pels drets de caça i les dones, i molts van morir com a resultat. La tribu va ser delmada i per la dècada de 1830 només en quedava una vintena, algunes fonts situen la xifra en set, sis dones i un home anomenat Black Hawk. En assabentar d'això, la Missió de Santa Bárbara al continent va patrocinar una missió de rescat, i a finals de 1835 el Capità Charles Hubbard va partir a les Illes del Canal a bord de la goleta the Peor es Nada. La major part de la tribu van abordar el vaixell, però la dona més tard coneguda com a Juana María no va arribar abans que una tempesta obligués al vaixell a tornar a port. Hubbard era incapaç de tornar per Juana María en el moment que ell havia rebut l'ordre de prendre un carregament de fusta a Monterey (Califòrnia), i abans que pogués tornar a Santa Bàrbara el Peor es Nada va xocar amb una pesada fusta a la desembocadura de la Badia de San Francisco i es va enfonsar. A falta d'altres vaixells disponibles és citat per a prevenir nous intents de rescat.
Molts dels nicoleño supervivents van triar viure a la Missió de San Gabriel Arcángel. No obstant això no tenien cap immunitat a les malalties que hi van trobar. Black Hawk es va quedar cec poc després d'arribar i va morir quan va caure d'un precipici a l'aigua i es va ofegar. Els altres també semblaven haver mort quan Juana María va ser rescatada. Després de diversos intents fracassats de localitzar-la, va ser trobada pel Capità George Nidever, qui la va portar a la part continental. Cap dels indis del lloc podia desxifrar el seu llenguatge, i va ser acollida per Nidever i la seva dona. No obstant això va contreure la disenteria i va morir només set setmanes després de la seva arribada.
El 2012 un arqueòleg de la Marina dels EUA va informar que havia trobat un lloc que pot haver estat la cova de Juana Maria.

## Cultura
Molta informació sobre els nicoleño ve a través de Juana Maria. Quan Nidever la trobà, ella vivia en una borda de matolls rodona d'aproximadament 1,8 metres de diàmetre i 1.5 metre d'altura, amb una obertura estreta en un costat. Ella cuinava el seu menjar sobre un foc dins de casa. En aquell moment hi havia diversos recintes similars i també es va trobar un altre tipus d'estructura feta de parets de matolls recolzats per costelles de balena. Juana María penjava carn de foca d'una sèrie de pals de quatre a vuit peus de longitud col·locats al voltant de les estructures, o de cordes estirades entre els pals. Igual que altres nadius de Califòrnia, el nicoleño eren aparentment cistellers qualificats i Juana María descriví com fer quatre formes diferents. Quan fou descoberta portava un vestit fet de pells de corb marí verd decorats amb plomes i tenia una sèrie de possessions fetes de tendons i ossos.
La primera visita arqueològica a Sant Nicolau fou de Paul Schumacher per al Smithsonian Institution en 1875. El seu equip va descobrir nombrosos artefactes dels jaciments de la superfície, que es presumeixen d'un període posterior de la cultura nicoleño perquè el clima de l'illa no és molt adequat per a la seva conservació. Els artefactes recollits per aquests primers visitants inclouen estores herba i fragments de roba, ganivets i hams d'os i esteatita i efígies d'aus. La cultura nicoleño era totalment dependent de la mar per al seu manteniment, ja que l'illa va ser la llar de només quatre tipus d'animals de la terra, cap dels quals eren valuoses per a l'alimentació. L'illa és la llar d'una gran abundància de peixos i mamífers marins, així com les aus, que el nicoleño eren experts en la captura.

## Idioma
La llengua nicoleño s'ha extingit, i n'hi ha molt poques evidències. Kroeber la va assignar al grup xoixon, i en general s'accepta que estava estretament relacionat amb el tongva parlat en l'illa de Santa Catalina i en el que avui és el comtat de Los Angeles. No obstant això, un estudi de la lingüista Pamela Munro de la Universitat de Califòrnia, Los Angeles se centra en quatre paraules i dues cançons parlades i cantades per Juana María i suggereix que el nicoleño era més similar al luiseño parlat pels luiseños del Nord del comtat de San Diego i dels juaneño de la propera San Juan Capistrano. Altres han qüestionat actualment si Juana Maria era veritablement una nicoleño, suggerint que hauria arribat a l'illa més tard, potser amb els aleutians després de la massacre.